# Bavaria (chantier naval)
Pour les articles homonymes, voir Bavaria.
Bavaria Yachtbau est un chantier naval allemand créé en 1978 dans le nord de la Bavière. Il est situé au sud de Wurtzbourg.

## Historique
La marque est cédée une première fois en 2007 à Bain Capital, puis en 2009 à Anchorage Advisors et Oaktree Capital Management.
La marque rachète les chantiers français Dufour et italiens Cantiere del Pardo (Grand Soleil) en 2010. Dufour est revendu en 2013.
Bavaria acquiert Nautitech catamarans, basé à Rochefort (Charente-Maritime), en 2014.

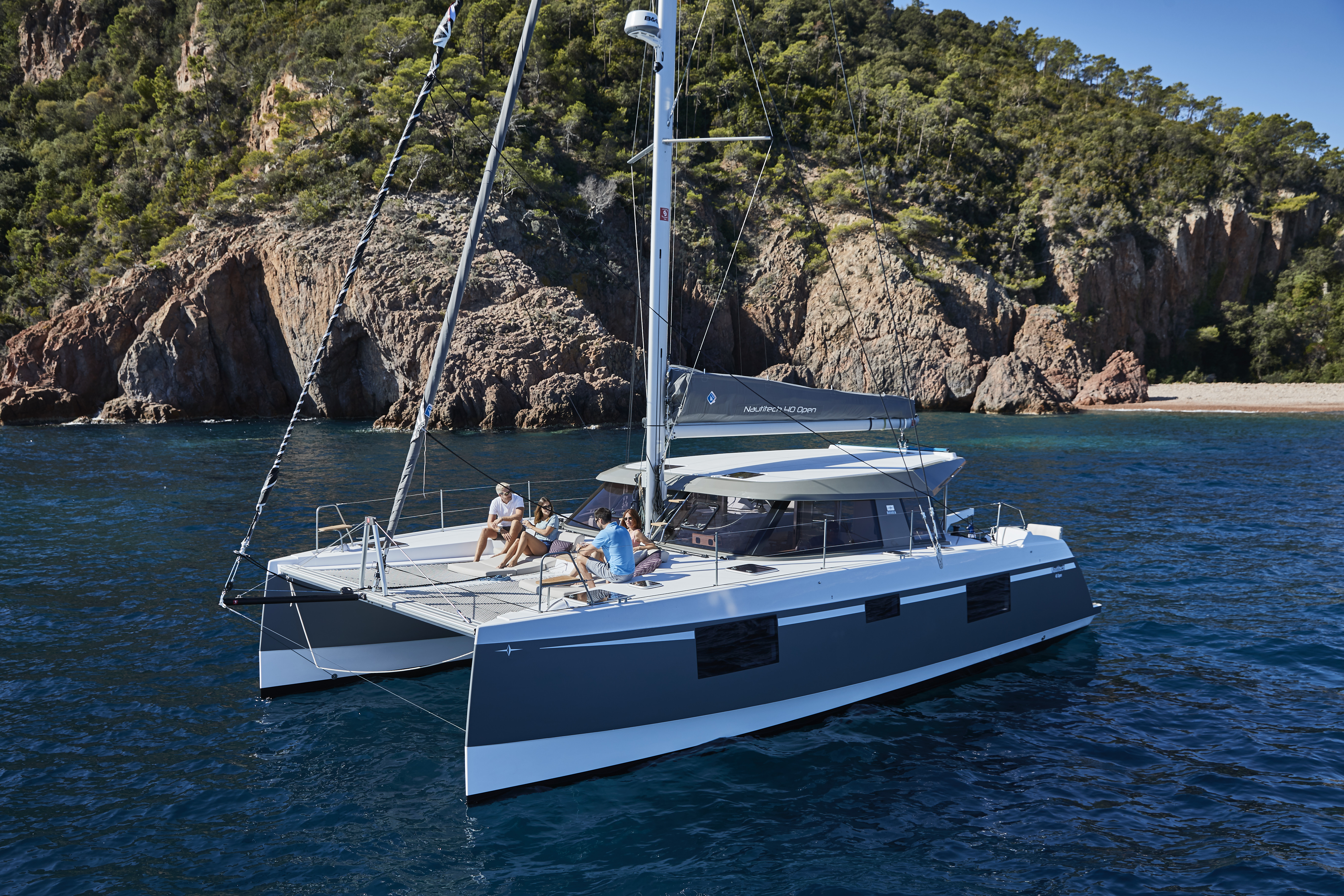
Bavaria Nautitech 40

## Production
Cette entreprise est spécialisée dans la construction de navires de plaisance, à voile et à moteur, qu’elle exporte partout dans le monde. La taille des unités produites se situe entre 8,20 m et 15,90 m. La production annuelle est de 1 700 à 2 000 navires, la conception est assistée par ordinateur. L’entreprise possède deux chaînes de montage : une pour les voiliers (60 % de la production) et une pour les bateaux à moteur (40 % de la production), qui produisent respectivement quinze et cinq unités par jour. Le chantier affiche 550 emplois en 2010 et a lancé plus de 30 000 yachts depuis sa création. La nouvelle gamme est dessinée par une filiale de BMW, Designworks USA.

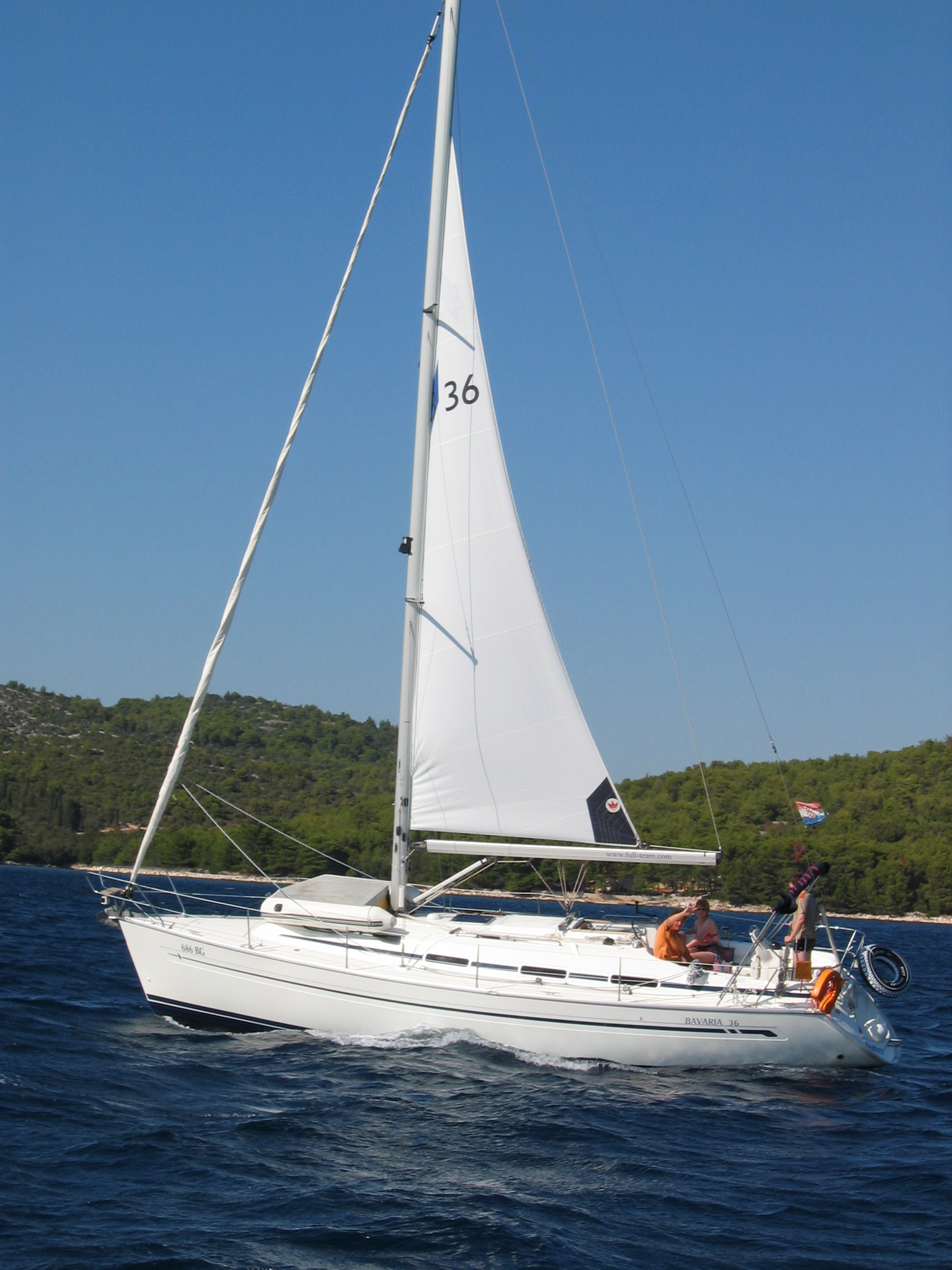
Bavaria 36
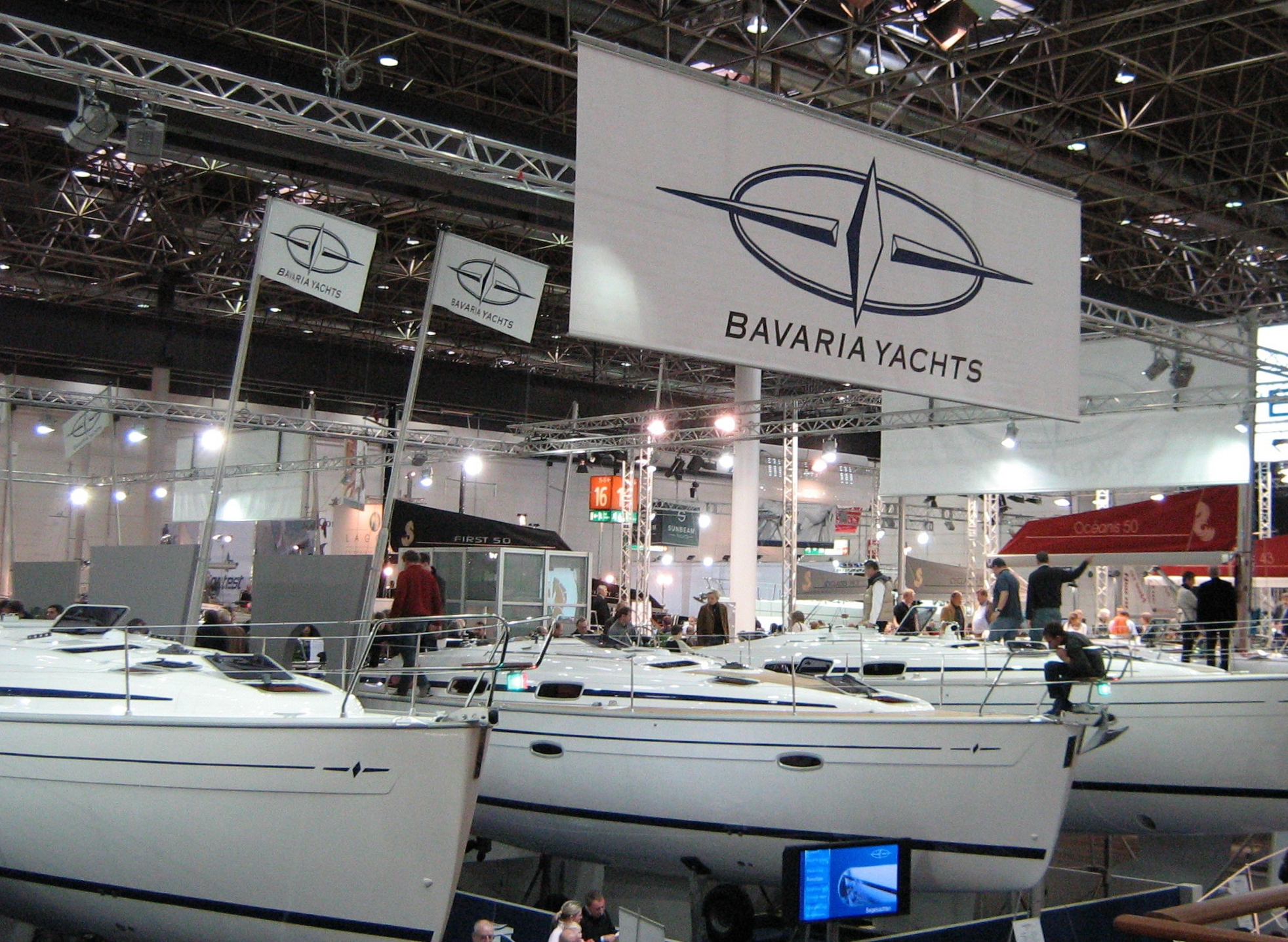
Le stand de Bavaria sur la foire Boot 2007 à Düsseldorf